# Iazychie
Iazychie (em ucraniano:  Язичіє, Yazychiye) foi uma língua artificial inventada no século XIX por russófilos na Ucrânia, visando obter apoio à teoria de que o ucraniano seria na realidade um dialeto do idioma russo. O iazychie foi usado nas publicações destes grupos, na Galícia Oriental, até o século XX, quando foi substituído pelo russo, e consistia basicamente de uma mistura artifical de russo e do antigo eslavônico eclesiástico, com uma pronúncia e regionalismos ucranianos.
O iazychie não teve aceitação popular, principalmente entre as classes mais baixas; muitos camponeses preferiam utilizar o polonês, alegando não compreendê-lo.